# 崔英圭
崔 英圭（チェ・ヨンキュ、朝鮮語: 최 영규、1919年2月28日 - 1992年4月20日）は、大韓民国の軍人。最終階級は陸軍少将。5・16軍事クーデターで革命裁判長。

## 生涯
江原道出身。植民地時代に志願兵として日本軍に入隊。
1947年3月22日、警備士官学校第3期を卒業して将校に任官。開戦時、陸軍士官学校生徒隊。
陸軍大学卒業。教育総本部作戦参謀副長、第38師団長、陸軍本部軍需局次長、第3港湾司令官を経て、1959年に第25師団長となるも、所属L-19航空機越北事件により半年足らずで更迭され、陸軍本部調達官に左遷される。
1961年5月、国土開発連絡将校団長を経て7月11日に革命裁判長に就任。朴蒼岩准将の革命検察部とともに、翌62年6月の廃止まで計1474件の事件を処理し、3.15不正選挙に関与したとされる李承晩政権元関係者や暴力団員、また四月革命でデモを弾圧した警察幹部のほか、国家再建最高会議議長に担ぎ上げられた張都暎やクーデターに反対した李相国第30師団長、容共と見なされた左派活動家やメディア関係者など官民双方の裁判を担当。うち元内務部長官の崔仁奎、元大統領警護室長の郭永周、政治ゴロの林和秀、民族日報社長の趙鏞寿など10名に死刑が執行された。ただし、裁かれた政権関係者は不起訴処分や数年の服役で執行免除になった者が多く、一連の裁判は左派活動家だけに重い刑罰を科したとの批判がある。8月に陸軍少将。
1968年8月10日に予備役編入後、大韓通運社長を経て宝亭牧場代表に就任。また、ソウル牛乳協同組合長として軍への独占的な供給販路を確立させた。
1992年4月20日、死去した。

## 勲章
- 乙支武功勲章[1]